# 總管圓明園事務大臣
總管圓明園事務大臣，或稱圓明園總管事務大臣。為中國清朝的官名，屬內務府職官系統。雍正元年（1723年）設，無固定員限，由皇帝特簡大臣兼充。掌管圓明園轄屬長春園、熙春園、綺春園、春熙院等御苑門禁、庫藏、陳設、工程、維修、稽核、出納、屬員人事銓敘遷轉等全部行政事務，並於皇帝駕臨時值班隨駕。
下轄屬官：郎中一人、主事一人、員外郎二人、苑丞六人，六、七品兼用。苑副十六人，七、八品兼用。委署苑副十三人，九品銜。銀庫、器皿庫委署庫掌一人，庫守十六人，筆帖式十四人。